# Хохлатый осоед
Хохлатый осоед (лат. Pernis ptilorhynchus) — вид хищных птиц семейства ястребиных. Выделяют 6 подвидов.

## Описание
Хищная птица средних размеров, крупнее обыкновенного осоеда, достигает длины 55—68 см, размах крыльев — 115—155 см. Самцы заметно мельче самок и весят от 750 до 1280 г, тогда как самки — от 950 до 1490 г; крыло самцов 40,4—44,5 см, самок 43,7—49,7 см. На затылочной части головы удлиненные перья образуют заостренный хохолок.
Верх тела бурый или тёмно-бурый, горло белое с узкой черной полосой снизу, иногда бурое с малозаметной чёрной полосой. Самцы серой окраски, радужка красная, на хвосте две широких полосы. Самки темнее с коричневой головой, радужка жёлтая. У самок и молодых птиц от 4 до 6 полос на хвосте как и у обыкновенного осоеда.

## Места обитания
Обитает в смешанных и лиственных лесах с открытыми участками. Питается перепончатокрылыми, преимущественно осами, может питаться и другими насекомыми, например цикадами.

## Подвиды и распространение
Выделяют 6 подвидов:
- Pernis ptilorhynchus orientalis Taczanowski, 1891 — от юга Сибири до северо-востока Китая и Японии
- Pernis ptilorhynchus ruficollis	 Lesson, 1830 — от Индии и Шри-Ланки до Мьянмы, Вьетнама и юго-запада Китая
- Pernis ptilorhynchus torquatus Lesson, 1830 — Малайский полуостров, Суматра и Борнео
- Pernis ptilorhynchus ptilorhynchus (Temminck, 1821) — Ява
- Pernis ptilorhynchus palawanensis Stresemann, 1940 — провинция  Палаван
- Pernis ptilorhynchus philippensis Mayr, 1939 — Филиппины

## Полёт
При полёте хохлатый осоед временами зависает, совершая короткие махи крыльями.

Полёт хохлатого осоеда
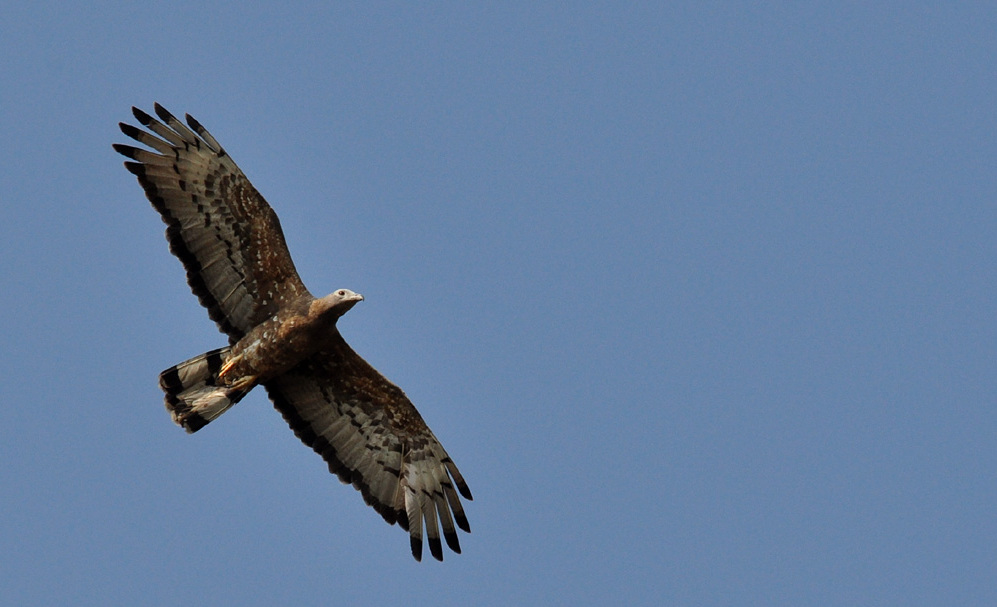
Хохлатый осоед в полёте

## Гнездование
Гнездится только в лесах. Гнездо построено из тонких веток, выстлано листьями и ограничено живыми ветками. Диаметр 60-90 см, высота около 20-60 см, диаметр лотка 40-50 см, глубина 10-15 см.
В кладке обычно два яйца (на севере ареала 1—3, на юге ареала 1—2) рыжей или светло-коричневой окраски с пятнами.

## Охранный статус
Статус в Красной книге Алтайского края — IV категория.